# دردشة إنترنت

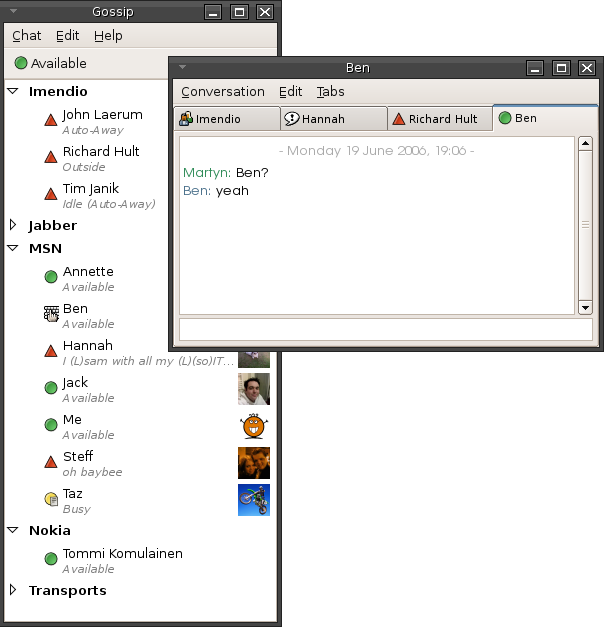

دردشة إنترنت يقصد بها تبادل الحوار عبر الإنترنت سواء كان حواراً مكتوباً أو صوتياً أو حتى بالصوت والصورة معاً.

## أخلاقيات الإنترنت
مصطلح أخلاقيات الإنترنت يعبر عن مجموعة من القواعد الأساسية للتواصل عبر الإنترنت.
وضعت هذه الأعراف والقواعد لتجنب سوء الفهم ولتبسيط المحادثة بين المتحدثين.
تختلف هذه الأخلاقيات من مجتمع إلى آخر، وتصف عموما الاحترام المتبادل بين جميع الأطراف.
فعلى سبيل المثال، يعتبر من سوء الأدب أن يكتب المتحدث بالحروف الكبيرة فقط (A، B، C،..)، لأنه يبدو كما لو كان المتحدث يصرخ في من يخاطبه.

## الأثر الثقافي
تؤدي الدردشة عبر الإنترنت مع أشخاص من ثقافات أخرى للتأثر بتلك الثقافات، مثل تعلم استخدام كلمات وحروف من اللغات الأخرى أثناء الحوار العادي بين أبناء نفس اللغة.

## النقد الاجتماعي
كان هناك كثير من الانتقادات حول ما قامت به الدردشة عبر الإنترنت في مجتمع اليوم. كثير من الناس اتهمتها باستبدال اللغة الإنجليزية السليمة مع الكلمات المختصرة.
الكتابة تتغير لأنها تأخذ على بعض من الوظائف والخصائص من الكلام. غرف الدردشة على الإنترنت والمؤتمرات السريعة في الوقت الحالي تسمح للمستخدمين التفاعل مع كل ما يحدث أن تتعايش في الفضاء الإلكتروني. هذه التفاعلات الظاهرية تشركنا في الحديث بحرية أكبر وعلى نطاق أوسع من أي وقت مضى، والعديد من غرف الدردشة تستبدل المحادثة وجها لوجه، من الضروري أن نكون قادرين على محادثة سريعة كما لو كان الشخص كان معنا. كثير من الناس يعرف أن يكتب كما يتحدث بشكل طبيعي. نقاد كثيرون حذروا ان هذا النوع من الكلام سيغلب اللغة الإنجليزية السليمة بسبب كثرة استخدامها. أي شخص يستخدم مصدر للدردشة على الإنترنت في الغالب سيمل ولن يضع كل قواعد اللغة وعلامات الترقيم. بعض الناس يستخدمون كلمات غير موجودة في الغة السليمة مثل (Lol) وهو الضحك بصوت مرتفع، مع تزايد عدد السكان المستخدمين للدردشة ستنمو الكلمات الجديدة التي استحدثت الكلمات السليمة.

## برامج
- جوجل توك
- شات أون
- آي سي كيو
- إنسبيك
- آي آر سي
- بالتوك
- سكايب
- ويندوز لايف ماسنجر
- ياهو مسنجر

## برامج دردشة تدعم عدة بروتوكولات
- جوجل توك
- كوبيتي
- بدجن

## مواقع دردشة
- ميبو
- ميبيت
- فيس بوك: يدعم خاصية الدردشة منذ أبريل 2008